# Afrotheria
Gli Afroteri (Afrotheria) sono un superordine di mammiferi, comprendente le talpe dorate, i toporagni elefante, i tenrec, gli oritteropi, gli iraci, gli elefanti, i dugonghi e i lamantini.

## Evoluzione e tassonomia
Gli Afrotheria sono uno dei 5 superordini in cui viene oggi suddivisa l'infraclasse dei mammiferi placentati (Eutheria);  gli altri 4 superordini sono Xenarthra, Laurasiatheria, Meridiungulata ed Euarchontoglires.
Il superordine degli Afrotheria, il cui prefissoide richiama le comuni origini africane delle specie di questo raggruppamento, comprende animali apparentemente molto diversi fra di loro, che però, sulla base di analisi molecolari del DNA, sono stati riconosciuti come discendenti di un unico antico progenitore comune.
Le esatte relazioni filogenetiche tra i quattro superordini sono tuttora abbastanza controverse.
Secondo alcune ricostruzioni gli Afroteri si differenziarono dagli altri tre raggruppamenti circa 105 milioni di anni fa, quando il continente africano si separò dalle altre maggiori masse continentali.  Le analisi genetiche e i resti fossili suggeriscono che gli Xenarthra si svilupparono in Sudamerica e si separarono dai rimanenti due gruppi un po' più tardi. I Laurasiatheria e gli Euarchontoglires sono, sotto il profilo cladistico, più strettamente imparentati tra loro e potrebbero venir raggruppati insieme nel clado Boreoeutheria, mentre gli Xenarthra e gli Afrotheria verrebbero inquadrati insieme nel clado Atlantogenata.
Il superordine degli Afrotheria comprende otto famiglie viventi, raggruppate in sei distinti  ordini:
- INFRACLASSE Eutheria: mammiferi placentati
  - Superordine Afrotheria
    - Ordine Afrosoricida
      - Sottordine Tenrecomorpha - Tenrencomorfi
        - Famiglia Tenrecidae - Tenrencidi (10 generi, 30 specie)

      - Sottordine Chrysochloridea - Crisocloridei
        - Famiglia Chrysochloridae - Crisocloridi (9 generi, 21 specie)

    - Ordine Hyracoidea
      - Famiglia Procaviidae - Procaviidi (3 generi, 4 specie)

    - Ordine Tubulidentata
      - Famiglia Orycteropodidae - Oritteropodidi (1 genere, 1 specie)

    - Ordine Macroscelidea
      - Famiglia Macroscelididae - Macroscelididi (4 generi, 16 specie)

    - Ordine Proboscidea
      - Famiglia Elephantidae - Elefantidi (2 generi, 3 specie)

    - Ordine Sirenia
      - Famiglia Dugongidae - Dugongidi (1 genere, 1 specie)
      - Famiglia Trichechidae - Trichechidi (1 genere, 3 specie)

    - Ordine Desmostylia - Desmostili (estinto)
    - Ordine Embrithopoda - Embritopodi (estinto)
    - Ordine Ptolemaiida - Ptolemaiidi (estinto)

## Problemi di classificazione
Il superordine (Clade) Afrotheria è stato istituito appena una decina di anni fa solo in base ai risultati di biologia molecolare ottenuti confrontando il DNA dei vari esemplari di mammiferi sopra elencati.
Tali risultati però contrastano con le affinità morfologiche, fin qui considerate valide, di questi mammiferi nei confronti di altri ordini come gli Ungulati e gli Insettivori.
La biologia molecolare ci dice che gli Afrotheria sono comparsi in Africa 105 milioni di anni fa e si sono sviluppati indipendentemente grazie all'isolamento del continente durato oltre 60 milioni di anni costituendo un unico albero monofiletico. Le analisi morfologiche dentistiche e postcraniali cercano invece di avvicinare i Macroscelididae al clade Euarchontoglires (Roditori e Lagomorfi), gli Afrosoricida agli Insettivori e i restanti ordini agli Ungulati. A sostegno di questa seconda teoria sono anche le attuali conoscenze paleontologiche che dimostrano la presenza di fossili di questi animali all'infuori del continente afro-arabico risalenti all'Eocene e Oligocene, durante il periodo del cosiddetto isolamento.
Il ritrovamento di Plesiorycteropus in Madagascar dalle affinità sconosciute (forse connesso ai Tubulidentata ma con possibilità di essere anche un ungulato vero e proprio) e certe affinità degli Afrosoricida con il genere Solenodon (un insettivoro dei Caraibi) sono solo alcuni esempi dell'attuale stato di confusione che regna in materia.
Tuttavia, altri recenti studi di biologia molecolare sembrano confermare il monofiletismo del clade Afrotheria dimostrando però anche affinità con gli "Hyopsodontidi" Condylarthra nordamericani del primo Terziario. Ad essere ancora contestata rimane quindi solo la storia biogeografica degli Afrotheria, non più legata ora alla separazione dell'Africa dal Gondwana, ma da altri fattori ancora da esaminare. Uno degli afroteri più basali e antichi è Ocepeia, del Paleocene del Marocco.

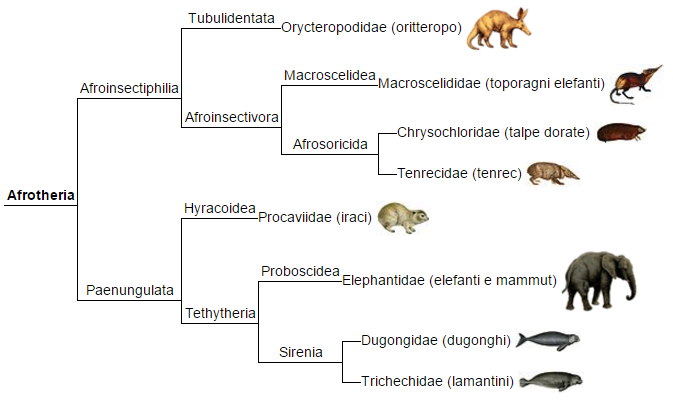
Filogenia

## Conservazione
Molti membri degli Afrotheria sembrano essere ad alto rischio di estinzione; se il raggruppamento è accurato, questo fatto sarebbe dovuto ad una perdita di diversità genetica ed evolutiva particolarmente devastante. L'Afrotheria Specialist Group ricorda che gli Afrotheria comprendono tuttora circa un terzo di tutti gli ordini di mammiferi che si trovano attualmente in Africa e nel Madagascar, ma includono solamente 75 specie rispetto alle più di 1 200 di altri mammiferi che vivono in quelle aree. Sebbene la maggior parte delle specie viventi assegnate alla coorte degli Afrotheria vivano in Africa, alcune (come l'elefante indiano e tre specie di manati) si trovano altrove; molti di questi sono in pericolo di estinzione.